# Lagberedningen (1841)
Lagberedningen var i Sverige en kommitté tillsatt 1841 och som hade i uppdrag att granska de lagförslag som lagkommittén hade utarbetat. Den upplöstes 1851.

## Historia
I en skrivelse från ständerna vid 1840 års riksdag föreslogs en ny kommitté för ytterligare granskning av lagkommitténs förslag och med anledning av detta tillsattes lagberedningen år 1841 av Kungl. Maj:t. Den bestod av justitiestatsministern som ordförande, fem arbetande ledamöter samt ytterligare fyra ledamöter (två justitieråd, justitiekanslern och justitieombudsmannen). Lagberedningen inkom 1842 med ett yttrande gällande domstolarnas organisation, om en ny kriminallag och om förlikningskommittéer. Därefter företog den sin granskning av lagkommitténs förslag, till en början med förslaget till kriminallag. Innan denna granskning var färdig, förordnades i maj 1844 tre nya ledamöter i lagberedningen. Bland dem fanns Johan Gabriel Richert, som 1841 hade vägrat att ingå i lagberedningen tillsammans med Johan Ludvig Boije. Emellertid hade Boije avlidit på hösten 1841.
Den 25 november 1844 överlämnades lagberedningens förslag till straffbalk och lag om verkställighet av fängelsestraff. Lagförslaget överlämnades till ständerna, som då var församlade till riksdag. Ständerna hann inte med att fullständigt granska lagförslaget, men eftersom behovet av en ny brottmålslag var stort antogs huvudgrunderna, som fanns i förslagets 2 kapitel ("Om straff") och 6 kapitel ("Om de allmänna grunder, varefter straff mätas skola, så ock om nedsättning eller förändring af straff i vissa fall"). År 1847 föreslog Kungl. Maj:t på nytt riksdagen att anta lagberedningens förslag till straffbalk, med de ändringar som gjorts i 1844 års proposition. Frågan förföll dock vid riksdagen och upptogs inte heller vid 1850 års riksdag. Därefter blev den förhärskande uppfattningen såväl hos Kungl. Maj:t som hos ständerna att revideringen av strafflagen endast kunde göras steg för steg. Sådana steg togs genom lagar antagna vid 1853, 1856 och 1860 års riksdagar. Därefter lade Kungl. Maj:t vid 1862 års riksdag fram en proposition med ett förslag till ny strafflag, huvudsakligen byggt på lagkommitténs och lagberedningens förslag. Riksdagen antog förslaget och den nya strafflagen utfärdades den 16 februari 1864. Denna lag, med ändringar, var i kraft till 1965 då den moderna brottsbalken antogs.
Lagberedningen upplöstes den 31 januari 1845, efter att den lämnat ett förslag till strafflag 1844. Samtidigt beslutade Kungl. Maj:t att en ny lagberedning skulle tillsättas så snart som möjligt för att förbereda inför en slutlig prövning av förslagen till civillag och rättegångsordning. I slutet av 1847 hade lagberedningen fullbordat sin granskning av giftermålsbalken, ärvdabalken, jordabalken och byggningabalken i lagkommitténs förslag till allmän civillag, och beredningen överlämnade ett förslag till dessa balkar. Lagberedningen hade då fem arbetade ledamöter: Nils Samuel von Koch, Johan Gabriel Richert, Claës Günther, Carl Johan Schlyter och Per Erik Bergfalk.
År 1849 överlämnades lagberedningens granskade förslag till rättegångsbalk och året därpå förslaget till handelsbalk och utsökningsbalk. Då hade emellertid Günther, Schlyter och Bergfalk lämnat beredningen och Jacob Quensel, K. H. Pfeffer, Axel Fredrik Gyllenhammar och J. Lundell hade inträtt i deras ställe. I början av 1851 överlämnade lagberedningen sitt förslag till växellag. Därigenom var beredningens verksamhet avslutad. Förslaget till växellag lades fram vid riksdagen 1850–51 och antogs av denna. Genom kunglig förordning den 23 augusti 1851 blev det upphöjt till lag.